# Jetix Studio
Jetix Studio was een programma van Jetix, dat iedere zondagochtend werd uitgezonden. Het was een soort opvolger van Jetix Max. Het programma was te zien sinds 7 oktober 2007. Seizoen 1 werd gepresenteerd door Joey van der Velden en Nicolette van Dam. Seizoen 2, dat vanaf 9 maart 2008 weer begon werd gepresenteerd door Joey van der Velden en Sita Vermeulen.
Het verschil tussen seizoen 1 en seizoen 2 is dat er bij seizoen 2 geen bekende Nederlanders meer op bezoek komen.

Na 2 seizoenen kwam er in 2008 een einde aan Jetix Studio.

## Gasten

### Seizoen 1
- In aflevering 1 (7 oktober) waren Thomas Berge en Tess te gast en zongen het nummer "De stem van mijn hart".
- In aflevering 2 (14 oktober) waren XYP te gast en zongen hun nieuwe nummer van Jungle Book, "I wanna be like you".
- In aflevering 3 (21 oktober) was Jeroen van der Boom te gast en zong zijn nieuwe nummer "Jij bent zo".
- In aflevering 4 (28 oktober) was Sharon Kips te gast en zong "Looking for you".
- In aflevering 5 (4 november) was Sascha Visser te gast en zong "Ik leef voor jou".
- In aflevering 6 (11 november) was Thomas Berge te gast en zong zijn nieuwe nummer "Een nacht met jou".
- In aflevering 7 (18 november) was De club van sinterklaas te gast en zong "De Speelgoeddief"
- In aflevering 8 (25 november)was 3JS te gast en zong hun nieuwe nummer "Eén met de bomen"
- In aflevering 9 (2 december) was De Fabeltjeskrant te gast en zong "De waterpomptang"
- In aflevering 10 (9 december) was Brace te gast en zong zijn nieuwe single "Dilemma"
- In aflevering 11 (16 december) was Djumbo te gast en zong hun nieuwe single "Dit is real"
- In aflevering 12 (23 december) was Maaike te gast en zong haar nieuwe single "Don't Look For Me"
- In aflevering 13 (30 december) waren Lisa, Amy en Shelley te gast en zong hun nummer "Adem in, Adem uit"